# Kenny G Live
Kenny G Live (hay Live) là album trực tiếp đầu tiên của nghệ sĩ saxophone người Mỹ Kenny G, đã được phát hành ngày 21 tháng 11 năm 1989 bởi hãng thu âm Arista Records. Album đã đạt đến vị trí số 2 trên bảng xếp hạng Contemporary Jazz Albums và 16 trên Billboard 200.
Album này đã được thu âm trực tiếp tại Humphrey's Concerts By The Bay ở San Diego, California.

## Danh sách bài hát
| STT | Nhan đề                                                   | Phổ nhạc                                                | Thời lượng |
| --- | --------------------------------------------------------- | ------------------------------------------------------- | ---------- |
| 1.  | "Going Home"                                              | Walter Afanasieff, Kenny G                              | 5:29       |
| 2.  | "Sade"                                                    | Kenny G                                                 | 5:49       |
| 3.  | "Silhouette"                                              | Kenny G                                                 | 9:17       |
| 4.  | "Midnight Motion"                                         | Kenny G                                                 | 8:23       |
| 5.  | "Home"                                                    | Kenny G                                                 | 5:14       |
| 6.  | "Don't Make Me Wait for Love" (hát chính: Michael Bolton) | Walter Afanasieff, Preston Glass, Narada Michael Walden | 7:13       |
| 7.  | "I've Been Missin' You"                                   | Kenny G, Kashif                                         | 4:17       |
| 8.  | "Esther"                                                  | Kenny G                                                 | 5:36       |
| 9.  | "Tribeca"                                                 | Wayne Brathwaite, Kenny G, Kashif                       | 6:44       |
| 10. | "Songbird"                                                | Kenny G                                                 | 10:38      |
| 11. | "Uncle Al"                                                | Kenny G, Lou Pardini                                    | 4:35       |

## DVD
1. "Sade"
2. "Silhouette"
3. "Midnight Motion"
4. "Uncle Al"
5. "Brogan" (cùng Dudley Moore)
6. "Against Doctor's Orders"
7. "Esther"
8. "Don't Make Me Wait For Love" (cùng Michael Bolton)
9. "Going Home"
10. "Tribeca"
11. "Songbird"

## Đĩa đơn
| Năm  | Tên          | Vị trí xếp hạng       | Vị trí xếp hạng                     | Vị trí xếp hạng |
| Năm  | Tên          | US Adult Contemporary | US Hot R&B/Hip-Hop Singles & Tracks | US Hot 100      |
| ---- | ------------ | --------------------- | ----------------------------------- | --------------- |
| 1989 | "Going Home" | 5                     | 46                                  | 56              |